# (11086) Nagatayuji
(11086) Nagatayuji (1993 TC1) – planetoida z pasa głównego asteroid okrążająca Słońce w ciągu 3,4 lat w średniej odległości 2,26 j.a. Odkryta 11 października 1993 roku.